# Eritrichium axillare
Eritrichium axillare är en strävbladig växtart som beskrevs av Wen Tsai Wang. Eritrichium axillare ingår i släktet Eritrichium och familjen strävbladiga växter. Inga underarter finns listade i Catalogue of Life.